# Apioporthe phomospora
Apioporthe phomospora är en svampart som först beskrevs av Cooke & Ellis, och fick sitt nu gällande namn av Lewis Edgar Wehmeyer 1927. Apioporthe phomospora ingår i släktet Apioporthe och familjen Valsaceae.   Inga underarter finns listade i Catalogue of Life.